# Marcel Mihalovici
Marcel Mihalovici, né le 22 octobre 1898 à Bucarest et mort le 12 août 1985 à Paris, est un compositeur français d'origine roumaine.

## Biographie
Né de parents juifs, il étudie dans sa ville natale le violon, l'harmonie et le contrepoint et commence à composer dès l'âge de onze ans. Sa rencontre avec Georges Enesco est déterminante pour la suite de sa carrière. Encouragé par son aîné, il s'installe à Paris en 1919 pour étudier la composition avec Vincent d'Indy à la Schola Cantorum. En 1921, il reçoit en Roumanie un Prix de composition Georges Enesco pour sa Sonate pour violon et piano no 1 qui, remaniée en 1927, sera créée deux ans plus tard par Enesco et Clara Haskil.
« Figure marquante » de la vie musicale et partie prenante de l'avant-garde pendant l'entre-deux-guerres, il fonde, en 1928, l'École de Paris, qui réunit plusieurs compositeurs amis étrangers, Bohuslav Martinů, Conrad Beck et Tibor Harsányi, auxquels se joindront peu après Alexandre Tansman, Alexandre Tcherepnine, Igor Markevitch et Alexandre Spitzmüller. 
En 1932, il fait partie des membres fondateurs du Triton, société de musique, qui a pour vocation de mettre en valeur la musique de chambre. Le Triton regroupe à la fois des compositeurs français et étrangers.
En été 1940, alors que Paris est occupé, Mihalovici et son épouse, la pianiste Monique Haas, juifs tous les deux, s'exilent à Cannes. À cette époque, il participe à l'organisation de résistance Front national, qui publie des œuvres de compositeurs persécutés par les nazis.
Après-guerre, il continuera à être souvent sollicité et joué, notamment, par la Radio française. L'une de ses ultimes compositions, peu avant sa mort, sera une commande du violoniste Yehudi Menuhin. Il a aussi été l'ami, notamment, de Samuel Beckett, de Vladimir Jankélévitch et de Pierre Jean Jouve.

## Œuvre
Marcel Mihalovici est l'auteur de plus d'une centaine d'opus dans tous les genres de la musique classique (opéras, symphonies, musique de chambre, etc.). La plupart des œuvres écrites pour le piano ont été créées pour son épouse, la célèbre concertiste Monique Haas.
- sans opus – Mélusine, opéra (1920) sur un livret d'Yvan Goll
- op. 5 – Quatuor à cordes no 1 (1923)
- op. 6 – Trois nocturnes, pour piano
- op. 11 – Sonatine, pour piano
- op. 12 – Dialogues, pour clarinette et piano
- op. 13 – Sonatine, pour hautbois (ou violon) et piano
- op. 18 – Chansons et Jeux (Poème roumains), pour voix et piano
- op. 19 – Impromptu Pieces, pour piano
- op. ?? – Sonate no 1, pour violon et piano (1927)
- op. 23 – Karagueuz, ballet pour marionnettes pour orchestre (ou piano à quatre mains)
- op. 25 - Trois romances de Victor Hugo, pour piano et voix (éd. 1932)
- op. 27 – L'intransigeant Pluton ou, Orphée aux Enfers, opéra en un acte (1928)
- op. 28 – Chindia, pour orchestre de radio
- op. 29 – Quatre caprices, pour piano
- op. 30 – Trio Sérénade, pour trio à cordes
- op. 31 – Quatuor à cordes no 2
- op. 32 – Chanson, Pastorale, danse roumaine, pour piano
- op. 33 – Concerto (Quasi una Fantasia), pour violon et orchestre
- op. 35 – Sonate, pour trio avec clarinette (en mi bémol et clarinette basse en si bémol)
- op. 37 – Cinq bagatelles, pour piano (1934)
- op. 38 – Divertissement, pour petit orchestre
- op. 40 – Rhapsodie concertante, pour orchestre
- op. 42 – Prélude et Invention pour orchestre à cordes
- op. 44 – Toccata pour piano et orchestre — ou 2 pianos (1940)
- op. 45 – Sonate no 2 pour violon et piano
- op. 46 – Ricercari, Variations pour piano (1941)
- op. 47 – Sonate pour alto et piano
- op. 48 – Symphonies pour le temps présent
- sans opus – Séquences, pour orchestre
- op. 50 – Sonate pour violon et violoncelle
- op. 51 – Counter-Rhymes, trois mélodies pour voix et piano
- op. 52 – Quatuor à cordes no 3
- op. 54 – Variations, pour cors et cordes
- op. 58 – Phèdre, opéra en cinq scènes (1948) Création RTF, 18 avril 1950 ; Stuttgart, 9 juin 1951.
- op. 59 – Sonate, pour violon seul
- op. 60 – Sonate, pour violoncelle seul
- op. 61 – Ritournelles, pour orchestre
- op. 62 – Quatre pastorales, pour piano
- op. 63 – Trois nocturnes, pour piano
- op. 64 – Étude en deux parties, pour piano, vents, célesta et percussion (1951)
- op. 65 – Sinfonia giocosa (symphonie no 1), pour orchestre
- op. 66 – Sinfonia partita (symphonie no 2), pour orchestre à cordes
- op. 67 – Deux poèmes d'Agrippa d'Aubigné, pour chœur à quatre voix (1956)
- op. 68 – Memorial (cinq motets), pour chœur
- sans opus – Symphonies for Present Times, pour orchestre
- op. 70 – The Homecoming, opéra en un acte
- op. 71 – Trio pour hautbois, clarinette et basson
- op. 72 – Élégie, pour orchestre
- op. 73 – Scènes de Thésée, ballet de « Thésée au Labyrinthe », pour orchestre
- op. 74 – Alternamenti (ballet) pour orchestre
- op. 75 – Evening Songs, quatre poèmes d'Yvan Goll, pour voix et piano
- op. 76 – Ouverture tragique, pour orchestre
- sans opus – Sonate, pour basson et piano
- op. 78 – Sonate, pour clarinette en si bémol et piano
- sans opus – Scherzo-Valse, pour trompette en si bémol et piano
- sans opus – Méditation, pour trompette en ut (ou en si bémol) et piano
- sans opus – Novelette, pour basson et piano
- sans opus – Episode, pour cor en fa et piano
- op. 80 – Exercise, pour orchestre à cordes
- op. 81 – Krapp's Last Tape (Beckett), opéra
- op. 82 – Sinfonia variata (symphonie no 3), pour orchestre
- op. 83 – Improvisations, pour percussion et piano
- op. 84 – Les jumeaux, opéra en trois actes
- op. 87 – Musique nocturne, pour clarinette et orchestre de chambre
- op. 88 – Sinfonia Cantata (symphonie no 4), pour baryton, chœur mixte et orchestre
- op. 89 – Aubade, pour orchestre à cordes
- op. 90 – Sonate pour piano
- op. 92 – Dialogues, pour clarinette et piano
- op. 93 – Périples pour petit orchestre
- op. 94 – Symphonie no 5 « à la mémoire de Hans Rosbaud »
- op. 95 – Prétextes pour hautbois, clarinette basse, piano, percussion et cordes
- op. 96 – Variantes pour cor en fa et piano
- op. 97 – Cantus Firmus pour deux pianos
- op. 98 – Rondo, pour orchestre
- op. 99 – Serioso pour saxhorn basse et piano
- op. 100 – Cantilène, pour mezzo-soprano et orchestre de chambre
- op. 101 – Récit pour clarinette seule
- op. 102 – Melopeia, pour hautbois seul
- op. 103 – Chant premier (sonate), pour saxophone ténor et orchestre
- op. 104 – Textes, pour alto et piano
- op. 105 – Passacaglia pour une main, pour piano (1975)
- op. 106 – Follia, Paraphrases, pour orchestre
- op. 107 – Délié (cantate), pour soprano et orchestre (ou piano)
- op. 108 – Danse-sonate, pour violoncelle et piano
- op. 109 – Malinconia (cantate), pour soprano, basse, quatuor à cordes et orchestre
- op. 110 – Sonate pour alto seul
- op. 111 – Quatuor à cordes no 4
- op. 112 – Miroir des songes, pour flûte et piano (1981)
- op. 113 – Torse (méditation), pour violon seul
- op. 114 – Élégie no 2, pour violon et piano
- sans opus – Sonate « dans le caractère d'une scène lyrique », pour violoncelle et piano (1982)

## Discographie sélective
- Piano music, par Matthew Rubenstein (piano), chez Toccata Classics, 2018[6],[7]